# اینا
النا الکساندرا آپوستولیانو (زاده ۱۶ اکتبر ۱۹۸۶)، که با نام حرفه‌ای اینا (‎/ˈinə/‎ E-n-ə) شناخته می‌شود، یک خواننده و ترانه‌نویس اهل رومانی است. او که در منگلیا زاده شد و در نپتون بزرگ شد، پیش از ملاقات با گروه موسیقی سه نفر رومانیایی پلی اند وین، در رشته علوم سیاسی در دانشگاه اویدیوس به تحصیل پرداخت و حرفه موسیقی را دنبال کرد. او در سال ۲۰۰۸ نام هنری «الساندرا» را برای خود پذیرفت و یک سبک پاپ راک را به کار گرفت؛ در اواخر همان سال، او نام خود را به «اینا» تغییر داد و شروع به انتشار موسیقی در سبک‌های EDM، پاپ و هاوس کرد. نخستین تک‌آهنگ او با عنوان «داغ»، در سراسر جهان یک موفقیت تجاری بود و میان دیگر جدول‌های فروش موسیقی، در صدر جدول‌های رتبه‌بندی ایرپلی رقص/میکس شو بیلبورد و رومانیایی قرار گرفت. نخستین آلبوم استودیویی اینا با نام همین تک‌آهنگ در اوت ۲۰۰۹ دنبال شد و گواهینامه‌های طلایی و پلاتینیوم را دریافت کرد. این آلبوم با چندین تک‌آهنگ موفق دیگر در اروپا، از جمله دومین تک‌آهنگ رتبه یک او در رومانی، «شگفت‌انگیز» (۲۰۰۹) همراه بود.
دومین آلبوم استودیویی اینا، من خواننده باشگاه هستم (۲۰۱۱)، موفقیت جهانی را برای تک‌آهنگ «خورشید طلوع کرده» (۲۰۱۰) به همراه داشت. این قطعه برنده جایزه ارودانس‌وب شد و اینا را به نخستین و تنها هنرمند رومانیایی تبدیل کرد که این جایزه را از آن خود می‌کند. در سال ۲۰۱۱، اعلام شد که اینا پردرآمدترین هنرمند رومانیایی و اروپای شرقی است. آلبوم استودیویی بعدی او، مهمانی بی‌انتها (۲۰۱۳)، برای دو سال متوالی نامزد بهترین آلبوم در جوایز موسیقی رومانی بود و به ده رتبه برتر در جدول فروش موسیقی مکزیک رسید. این آلبوم با «بالاتر از دوستی»، یک موفقیت برتر معتدل اروپایی با همکاری ددی یانکی همراه بود. در سال ۲۰۱۴، اینا قراردادی با آتلانتیک رکوردز امضا کرد و تک‌آهنگ از نظر تجاری موفق «ترانه کولا» را با جی بالوین منتشر کرد که در آن سال برای تبلیغ جام جهانی فیفا استفاده شد.
چهارمین آلبوم استودیویی و هم‌نام اینا در اکتبر ۲۰۱۵ منتشر شد و شامل «همه‌چی‌تموم»، سومین تک‌آهنگ رتبه یک خواننده در رومانی بود. از سال ۲۰۱۷، اینا به عنوان مربی در برنامه استعدادیابی Vocea României Junior در کنار آندرا و ماریوس موگا مربی بوده است. در همان سال، او همچنین پنجمین آلبوم استودیویی خود، نیروانا را منتشر کرد، که تک‌آهنگ‌های آنها موفق به کسب موفقیت در جدول‌های فروش موسیقی کشورهای اروپایی مانند رومانی و ترکیه شدند. او در سال ۲۰۱۸ یک قرارداد ضبط با راک نیشن بست تا در مه ۲۰۱۹ ششمین آلبوم استودیویی خود با نام یو را منتشر کند.

## زندگی و حرفه

### ۱۹۸۶–۲۰۰۷: زندگی زود هنگام و شروع کار
النا الکساندرا آپوستولیانو در ۱۶ اکتبر ۱۹۸۶ در منگلیا، رومانی، پدر و مادر او Giorgic و ماریا آپوستولیانو هستند. او در نپتون به دنیا آمد، جایی که پدرش به عنوان یک نجات دهنده دریا و مادرش به عنوان یک رقاص و خواننده مشغول به کار بود.
به عنوان یک کودک، اینا به ورزش شناگر با دیگران رقابت کرد و به ورزش‌های دیگر مانند فوتبال و بسکتبال و همچنین موسیقی علاقه‌مند شد. او به سبک‌های مختلف موسیقی به عنوان یک نوجوان گوش می‌داد، از جمله الکترو هاوس و یوروپاپ و هنرمندانی مانند بیانسه، کریستینا آگیلرا، سلین دیون و ویتنی هیوستون. اینا در مدرسه ابتدایی نپتون مشغول به تحصیل بود. به دنبال این، خواننده در کالج اقتصادی Colegiul (اقتصاد کالج) در منگلیا ثبت نام کرد، بعداً در رشته علوم سیاسی در دانشگاه vidius در شهر کونستانسا تحصیل کرد. او همچنین درس‌های آواز خواندن و شرکت در جشنواره‌های موسیقی را گذراند. مراسم اولیه در صنعت موسیقی برای گروه رومانیایی A.S.I.A ناموفق بود.
وقتی اینا در دفترش کار می‌کرد، مدیر او آواز خواندن او را شنید و با تیم تولیدکننده پلی اند وین که با آنها چندین ترانه ضبط کرده بود، تماس گرفت. او با پذیرش نام هنری الساندرا (alessandra) در سال ۲۰۰۸، وارد «خداحافظی» و «ببخشید» شد تا نماینده رومانی در مسابقه آواز یوروویژن ۲۰۰۸ را انتخاب کند. هیچ‌کدام انتخاب نشده‌اند. این خواننده نخستین حضور تلویزیونی خود با آهنگ «خداحافظ» را به‌طور زنده در برنامه تلویزیون پرایم، Teo! اجرا کرد. بعداً در همان سال، او نام هنری خود را به اینا تغییر داد زیرا از آن آسان بود به خاطر بیاورد و نامی بود که پدربزرگش در هنگام جوانی او را صدا زد. در اوایل کار خود اینا، آهنگ‌های پاپ راک را منتشر کرد، ولی به موسیقی «تجاری» موسیقی مینیمال موسیقی هاوس با حداقل تزریق تبدیل شد و نام هنری خود را تغییر داد. اینا در مصاحبه ای با نیوز آو د ورلد، سوئدیش هاوس مافیا، بلک آید پیز و جسی جی را الگو خودش عنوان کرد و دیگران شامل پینک، هیوستون و دیون هستند.

### ۲۰۰۸–۲۰۱۱: داغ و من خواننده باشگاه هستم

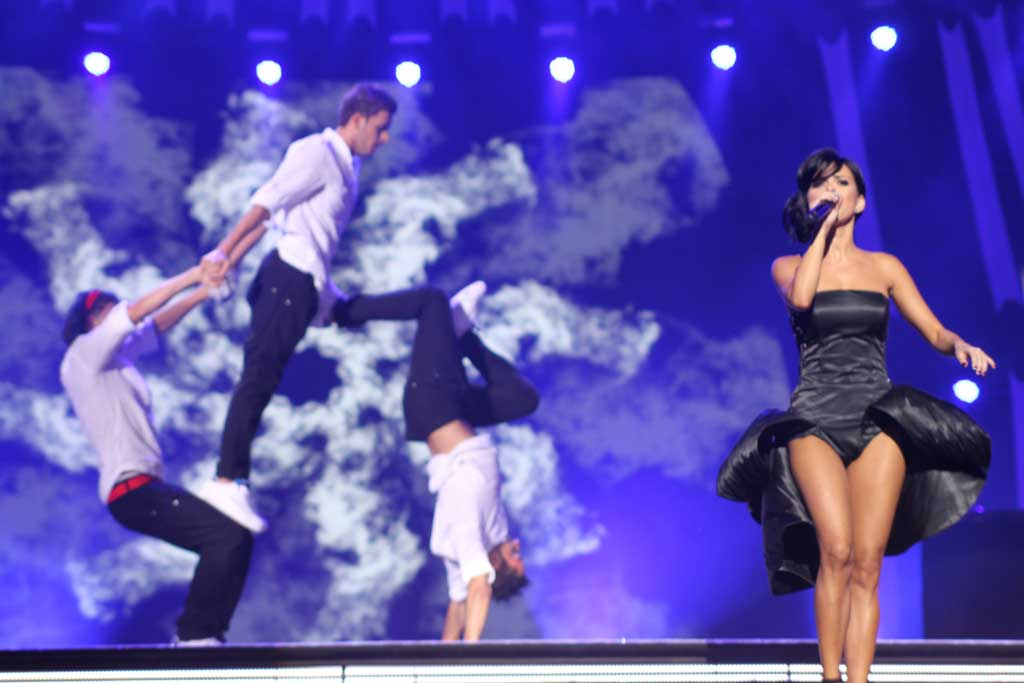
اینا در جشنواره سوتفورد Sopot در اوت ۲۰۰۹

اولین آهنگ اینا «داغ» در اوت ۲۰۰۸ به ایستگاه‌های رادیویی رومانی فرستاده شد. این بالاترین ۱۰۰ تای برتر رومانیایی در زمستان است،
باعث شد او در کلیساهای شبانه رومانیایی رزرو شود. این آهنگ نیز در سراسر اروپا موفق بوده است، و در بیلبورد پخش رقص داغ نمودار در اوایل سال ۲۰۱۰ است. «عشق» (۲۰۰۹) به عنوان دومین کارنامه اینا، رسیدن به شماره چهار در رومانی. خواننده اولین نامزدهای حرفه خود را در ۲۰۰۹ Eska جوایز موسیقی در لهستان برای «داغ» دریافت کرد. او رومانیایی برچسب، roton، امضا قرارداد با آمریکا برچسب Ultra Records در آوریل ۲۰۰۹.
اینا همکاری با موسیقیدان رومانیایی باگدن کرویتر در پی پیگیری او «دژاوو» (۲۰۰۹) که تحت نام مستعار (باب تیلور و آنی) قبل از افشای هویت واقعی خود پس از یک دوره حدس و گمان. آهنگ به عنوان پیش شرط‌های تجاری موفقیت‌آمیز بود. اینا دومین شماره خود را با عنوان «شگفت‌انگیز»، در سال ۲۰۰۹، به عنوان آهنگ چهارم خود را در ۱۰۰ رومانیایی برتر به ثمر رساند. این آهنگ در اصل توسط پلی اند وین برای خواننده رومانی Anca Baidu نوشته شده است، که بعداً شکایت کرد که «آن را دزدیده». اینا اولین آلبوم استودیویی، داغ، در اوت ۲۰۰۹ منتشر شد. و همچنین شامل تاریخ و زمان آخرین آهنگ «۱۰ دقیقه» (۲۰۱۰). این رکورد به صورت تجاری موفقیت‌آمیز بود و طلایی در رومانی و پلاتین در فرانسه بود. در دسامبر ۲۰۱۱، ۵۰۰/۰۰۰ نسخه در سراسر جهان فروخته شده است. اینا بود ۲۰۰۹ و ۲۰۱۰ بهترین هنرمند رومانیایی اولین هنرمند رومانیایی است که در دو سال متوالی برنده جایزه شده است. او در سال ۲۰۱۰ نیز برای Best Act of Europe نامزد شد.

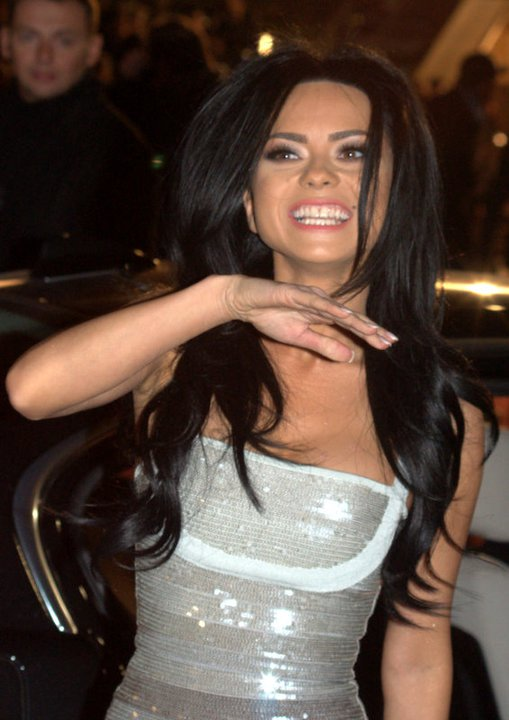
اینا در سال ۲۰۱۱ NRJ Music Awards

پنجمین آهنگ اینا، «خورشید طلوع کرده»، در اکتبر ۲۰۱۰ منتشر شد. و بالاترین رقم رومانیایی در رتبه دوم قرار از ۱۰۰ برتر قرار گرفت. این کار در تعدادی از کشورهای اروپایی انجام شد و طلا را در سوئیس و ایتالیا به دست آورد
و نقره در انگلستان. «خورشید طلوع کرده» در سال ۲۰۱۰ جایزه Eurodanceweb را به دست آورد، اولین بار که رومانی جایزه را کسب کرد. در آن سال، اینا نیز جایزهٔ حرفه ای خود را در جایزه ده برای رومانی دریافت کرد. او در سپتامبر ۲۰۱۱، دومین آلبوم استودیویی خود را منتشر کرد: «من خواننده باشگاه هستم». شامل یوروپاپ، دنس پاپ، تکنو و موسیقی هاوس است، این رکورد به عنوان یکی از بهترین آلبوم سال‌های خود توسط Roton برچسب افتخار بود و طلا در لهستان تأیید شد. این آلبوم توسط تور من خواننده باشگاه هستم (۲۰۱۱–۱۲) از اروپا و ایالات متحده آمریکا حمایت شده بود.
در طول مراسم مکزیکی، اینا چندین مصاحبه و نمایش رادیویی داشت. او اولین کنسرت بزرگ رومانیایی خود را در آرنه رومن (روم آرنا) در بخارست، جایی که توسط هلیکوپتر «مانند یک دیا» وارد شده بود.
با عنوان «کلاب راکر» (۲۰۱۱)، شامل فلو رایدا، دومین آهنگ از من خواننده باشگاه هستم نسبتاً موفق بود.
این موضوع پرونده دعوی بود که رابرت رامیرز خواننده اسپانیایی پلی اند وین را برای کپی کردن مجوز آهنگش، «یک دقیقه زندگی»، مورد تقاضا قرار داد. پلی اند وین در سال ۲۰۱۸ در دادگاه پیروز شد. سه آهنگ متعاقب "یک لحظه " (۲۰۱۱)، بی پایان (۲۰۱۲) و واو (۲۰۱۲) از آلبوم منتشر شد. «بی پایان» در رتبه پنجم در ۱۰۰ رومانیایی برتر به ثمر رسید، در حالی که «واو» به ده تای برتر رسید. در دسامبر ۲۰۱۱ اینا نقش اصلی در یک فیلم فرانسوی ارائه شده بود اما به دلایلی ناخوشایند آن را رد کرد. با توجه به "Libertatea"، اینا به عنوان رومانیایی با بالاترین دستمزد و در شرق اروپا در سال ۲۰۱۱ به عنوان هنرمند تبدیل شد.

### ۲۰۱۲–۲۰۱۶: مهمانی بی‌انتها و اینا

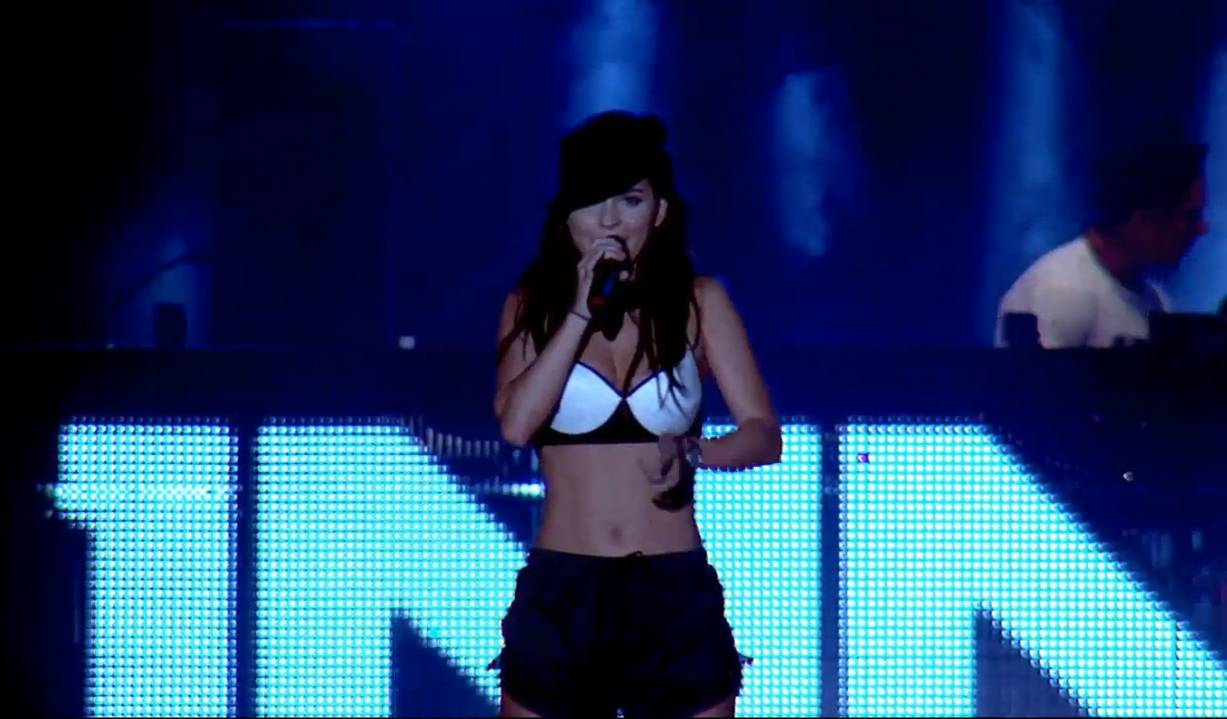
اینا در طول barbarella ۲۰۱۳ جشنواره در جمهوری دومینیکن

Televiziunea Română (TVR) در اوایل سال ۲۰۱۲ به اینا پیوست تا نماینده رومانی در مسابقه آواز یوروویژن ۲۰۱۲ باشد، اما این پیشنهاد را به دلیل درگیری‌های زمان‌بندی انجام داد. در همین سال، او آهنگ «کالینته» را منتشر کرد. که او به طرفداران مکزیکی خود اختصاص داده است. «وحشی سکسی دیوانه»، یک آهنگ به زبان رومانیایی، پخش سنگین در رومانی دریافت کرد و در اوج شماره پنج. این یکی از ده آمار برتر دیگر بود، «ایندیا» (۲۰۱۲). در شب سال نو، اینا کنسرتی در Meydan Racecourse در دبی ارائه کرد.
او در ماه مارس سال ۲۰۱۳ سومین آلبوم استودیویی خود، مهمانی بی‌انتها را منتشر کرد، شامل تک آهنگ‌های تجاری موفقیت‌آمیز است "بالاتر از دوستی " (۲۰۱۳) با ددی یانکی و "توی چشمات " (۲۰۱۳) با یاندل. "بالاتر از دوستی" بحث‌برانگیز بود، از آنجایی که نویسندگان آن متهم به ساخت و سرقت شده بودند از طرف پیت‌بول، ایکان و David Rush آهنگ "همه fucks" (2012). «مهمانی بی‌انتها» در اوج شماره ده در مکزیک، و برای بهترین آلبوم در سال ۲۰۱۳ و ۲۰۱۴ جوایز موسیقی رومانیایی نامزد دریافت جایزه شد. در مارس ۲۰۱۳، اینا خواننده مهمان " P.O.H.U.I. " توسط پروژه موسیقی مولداوی رویاهای کارلا بود، که در رومانی به رتبه سوم رسید، و به عنوان بهترین ترانه سال در جوایز بالا رومانیایی در رومانی باعث افتخار شد. در اواخر سال ۲۰۱۳، اینا در آلبوم چندآهنگه در آهنگ بحران به پیت‌بول «همه چیزها» کمک کرد.
«آهنگ کولا»، همکاری با جی بالوین در آوریل ۲۰۱۴ تحت آتلانتیک رکوردز منتشر شد، در اروپا موفق شد و پلاتین توسط سازنده‌های موسیقی اسپانیا (PROMUSICAE) تأیید شد. این آهنگ را در جام جهانی فوتبال ۲۰۱۴ تبلیغ کرد، و در بازی ویدیویی رقص Just Dance ۲۰۱۷ استفاده شد. در سال ۲۰۱۴، اینا دومین بار با پیت‌بول برای آهنگ «وقت خوشی» همکاری کرد، و بر روی رپر پویا "Strigga!" برجسته شد، که در شماره دوم در رومانی به اوج خود رسید.
او اینا (آلبوم) چهارمین آلبوم استودیویی خود را در ژوئیه سال ۲۰۱۵ منتشر کرد. نسخه دیگری از آلبوم، بدن و خورشید، در ژوئیه ۲۰۱۵ در ژاپن منتشر شد. یکی از تک آهنگ‌های از رکورد «همه‌چی‌تموم» (۲۰۱۴)، سومین شماره آن در رومانی منتشر شده. بر اساس پخش، جایزه بهترین رقص در جوایز رسانه‌های موسیقی برنده شد.
تک آهنگ بعدی اینا، «رقص رقص» (۲۰۱۵)، در رتبه دوم در رومانی قرار گرفت، و «قرار ملاقات» (۲۰۱۶) طلا در لهستان تأیید شد. همچنین در سال ۲۰۱۵، اینا بهترین قانون رومانیایی بود و برای بهترین قانون اروپا در جوایز موسیقی MTV اروپا نامزد شد. الکساندرا استن «ما می‌خواهیم»، با اینا و ددی یانکی، یک ضربه متوسط بود. اینا همچنین خوانندگان نامنظم را به رویاهای کارلا "Te rog" کمک کرد، که در رومانی به رتبه اول رسید. اینا در عربی و انگلیسی تک آهنگ یالا را خواند. در حال حاضر تنها در یوتیوب +۳۴۰ میلیون نفر این آهنگ را بازدید کرده‌اند.

### ۲۰۱۶–تاکنون: نیروانا و من
در ماه اوت سال ۲۰۱۶، اینا در مراسم افتتاحیه جشنواره Untold. او همچنین عضو ابرگروه، دختران جی شد و با این کار دو آهنگ را منتشر کرد: ("زنگ بزن پلیس" و "شیر و عسل"). در اوایل سال ۲۰۱۷، اینا به عنوان مربی در Vocea României Junior با آندرا و Marius Moga اعلام شد، و در ماه مه همان سال، کانال یوتیوب بیش از دو میلیارد بار مشاهده شده است. پنجمین آلبوم استودیوی این خواننده، نیروانا، در دسامبر ۲۰۱۷ منتشر شد. تک آهنگ‌ها بر روی رکورد شامل "Gimme Gimme" (۲۰۱۷)، Ruleta (۲۰۱۷) و نیروانا (۲۰۱۷)، که موفقیت تجاری در چندین کشور اروپایی از جمله رومانی و ترکیه را به دست آورد. "Ruleta" و "نیرواناً به ترتیب سوم و دوم در کشور خودشان بود. یکی دیگر از ده‌ها آهنگ در رومانی، "Nota de plată" و "Pentru că"، در اواخر سال ۲۰۱۷ و ۲۰۱۸ با گروه مولداوی دنبال می‌شود The Motans.
اینا ششمین آلبوم استودیویی خود را منتشر کرد، من، در ماه مه ۲۰۱۹. اینا شامل آهنگ‌هایی است که صرفاً به زبان اسپانیایی نوشته شده است، اینا کنترل کامل خود را بر روی رکورد و به‌طور گسترده‌ای با تهیه‌کننده رومانیایی دیوید سینت کار کرد. او تجربی و کولی را تحت عنوان «من» توضیح داد و از کار قبلیش تحت تأثیر قرار گرفت. "Ra" در سپتامبر ۲۰۱۸ به عنوان آهنگ رکورد منتشر شد. توسط چندین نمایش عمومی در مکزیک و ایالات متحده آمریکا، از جمله ۲۰۱۸ Telehit Awards و ۱۹ جایزه گرامامی لاتین، و همچنین توسط اینا در مجلات مانند رولینگ استون و Vogue México y Latinoamérica. خواننده همچنین قراردادی را با رکورد جی-زی و راک نیشن امضا کرد. «ایگوانا»، تک آهنگ دنبال کنندگانش، در رومانی چهارم شد. در ماه اوت، اینا مجله دیجیتالی خود را با نام InnaMag (مجله اینا) راه اندازی کرد.

## بشردوستی و جوایز
در اواخر نوامبر ۲۰۱۱، اینا کمپین مبارزه با مواد مخدر Durerea nu este iubire (درد غیر عشق) است که زنان را قادر به سوء استفاده می‌کند و تقاضای دولت رومانی برای تقویت قانون خشونت خانگی را بیشتر کرد. او فعال در حمایت حقوق کودکان در رومانی است، او در سال ۲۰۱۲ یونیسف مبارزات انتخاباتی بیشتر نامرئی را تأیید کرد. اینا شروع به آوردن خورشید به مبارزات انتخاباتی من برای افزایش آگاهی عمومی از خشونت علیه زنان کرد. او همچنین "Tu tens la força" ("شما قدرت دارید")، نسخه پوششی زبان کاتالان در گالا ریزاتو "آزاد از تمایل" (۱۹۹۶)، برای سال ۲۰۱۵ Marató دی TV3 telethon. اینا در کارتون نت‌ورک در سال ۲۰۱۰ میلادی ضد شورش در رومانی CN Clubul Prieteniei (باشگاه دوستی CN) در سال ۲۰۱۶ شرکت کرد، و یک موضوع جدید باز برای نسخه زبان رومانیایی در کارتون سریالی The Girls Powerpuff را ضبط کرد. در آن سال، او و دیگر افراد مشهور رومانی، در پاسخ به کلیسای ارتدکس رومانیایی یک نامه باز از حمایت جامعه دگرباشان جنسی امضاء کردند. حمایت از اقدام برای اصلاح قانون اساسی تعریف یک خانواده بود.
این توسط گروه‌های حقوق بشر رومانی و بین‌المللی به عنوان محدود کردن حقوق همجنس‌گرایان مورد انتقاد قرار گرفت.
اینا بر اساس فروش و محبوبیتش «یکی از بزرگ‌ترین صادرات رومانی است» توسط گاردین نام‌گذاری شد. او همچنین تعدادی از فهرست جوایز و نامزدی دریافت شده توسط جوایز و نامزدی‌های اینا دریافت کرده است، از جمله پنج جایزه‌های موسیقی بالکان، و جایزه اروپای مرزهای شکنجه،
سه جایزهٔ موسیقی ام‌تی‌وی اروپا برای بهترین قانون رومانیایی را گرفته است. و سیزده جوایز موسیقی رومانیایی. ارزش خالص اینا در سال ۲۰۱۱ از €۸/۰۰۰/۰۰۰ (تقریباً ۹/۳ میلیون دلار آمریکا) تخمین زده شد، و تا ماه مارس ۲۰۱۶ او چهار میلیون نسخه از اولین سه آلبوم استودیویی خود را فروخت. در سال ۲۰۱۵، آنتنا ۳ گزارش داد که اینا پر فروش‌ترین هنرمند در خارج از کشور است.

## زندگی شخصی
اینا برای ده سال، با مدیر خود Lucian Ștefan تا سال ۲۰۱۳ رابطه داشت ولی به دلیل خیانت جنسی او را ترک کرد. در همان سال، این خواننده رابطه مداوم با عکاس آمریکایی جان پرز (John Perez) برقرار کرد. یک دختر به نام کالیا (Kaliah) که ازدواج قبلی داشت را آغاز کرد. اگر چه او این موضوع را انکار می‌کند، ولی چندین ناظر اظهار کردند که او جراحی پلاستیک بر روی صورتش داشته و ایمپلنت سینه دارد. در ماه مه ۲۰۱۸، اینا در طول تور او در ترکیه در بیمارستان بستری شد؛ این سفر تحت تأثیر این رویداد قرار نگرفت. او از مارس ۲۰۱۷، با مادرش و مادربزرگش در ویلا که در بخارست خریداری کرده است، زندگی می‌کنند. او در بارسلون، اسپانیا عمارت دارد.

## ترانه‌شناسی
- Hot (داغ) (۲۰۰۹)
- I Am the Club Rocker (من خواننده کلوپ هستم) (۲۰۱۱)
- مهمانی بی‌انتها (۲۰۱۳)
- INNA (اینا) (۲۰۱۵)
- Nirvana (نیروانا) (۲۰۱۷)
- Yo (من) (۲۰۱۹)
- Heartbreaker (دل‌شکسته) (۲۰۲۰)
- Champagne Problems (مشکلات کوچک) (۲۰۲۲)
- Just Dance (فقط برقص) (۲۰۲۳)
- El Pasado (گذشته) (۲۰۲۴)
- Everything or Nothing (همه‌چی یا هیچی) (۲۰۲۴)

## تورهای جهانی
- ۲۰۱۱: INNA en Concert
- ۲۰۱۱: INNA: Live la Arenele Romane
- ۲۰۱۲: I Am the Club Rocker Tour
- ۲۰۱۳: Party Never Ends Tour
- ۲۰۱۴: INNA Concert Tour
- ۲۰۱۶: INNA Tour